# Neosardus paramonvi
Neosardus paramonvi är en tvåvingeart som beskrevs av Hull 1973. Neosardus paramonvi ingår i släktet Neosardus och familjen svävflugor. Inga underarter finns listade i Catalogue of Life.